# 2018年のテレビ番組一覧 (日本)
- 2018年のテレビ (日本) > 2018年のテレビ番組一覧 (日本)

2018年のテレビ番組一覧（2018ねんのテレビばんぐみいちらん）
本項では、2018年に日本国内で放送開始、もしくは放送終了した、または今後放送開始する予定のテレビ番組をまとめる。

## 報道・情報・番宣・広報・自己批評番組

### 終了番組（報道・情報・広報・自己批評）

#### 1月終了（報道・情報）
- 1日（2017年12月31日深夜） - TXNニュース（日曜最終版）[注 1]（テレビ東京）
- 26日 - Discover四国（NHK松山放送局 / NHK総合（四国地方））

#### 3月終了（報道・情報）
- 9日 - 4時も!シブ5時（NHK総合）[注 2]
- 16日
  - 金曜イチから（NHK東京 / NHK総合（関東甲信越））
  - ときめきとちぎ（NHK宇都宮放送局 / NHK総合）
  - きたきゅうたいむ（NHK北九州放送局 / NHK総合）
- 17日（16日深夜） - ジャパコンProject エージェントHaZAP（BSフジ）
- 20日 - ひるとく（NHK長野放送局 / NHK総合）
- 22日
  - つながる@きたカフェ（NHK北海道ネットワーク / NHK総合）
  - 情報ランチ（NHK青森放送局 / NHK総合）
  - ひるっコいわて（NHK盛岡放送局 / NHK総合）
  - ひるはぴ（NHK仙台放送局 / NHK総合（東北6県））
    - ひるはぴ福島（NHK福島放送局 / NHK総合）

  - エキヨコこまち（NHK秋田放送局 / NHK総合）
  - やまモリ!（NHK山形放送局 / NHK総合）
  - お昼はじょんのびくらし情報便（NHK新潟放送局 / NHK総合）
  - かいなび（NHK甲府放送局 / NHK総合）
- 23日 - つながるワイド ほ〜なん。（テレビ愛媛）
- 24日
  - 週刊ニュース深読み（NHK総合）[1]
  - 土曜もアサデス。（九州朝日放送）
- 25日
  - ランク王国（24日深夜、TBS）[2]
  - ANNスーパーJチャンネル[注 3]（テレビ朝日）
  - らくのうびより（TBS）第2期終了
  - 私の職レポ（フジテレビ）
  - ヨコハマBREEZE（フジテレビ）
  - マチュアライフ北海道（テレビ北海道）
  - TNC NEWS（日曜14:55 - 15:00）（テレビ西日本）
- 26日 - EX THEATER TV（25日深夜、テレビ朝日）
- 27日 - ももち浜ストア プラス（テレビ西日本）
- 29日 - ニュースリアルKANSAI（テレビ大阪）[3]
- 30日
  - OHA OHA アニキ（29日深夜、テレビ東京）
  - 東京アイドル戦線（29日深夜、テレビ東京）
  - めざましテレビ アクア（フジテレビ）
  - FNNスピーク（平日版、フジテレビ）
  - みんなのニュース（平日版、フジテレビ）（→こちらも参照）
  - そらいろのーと（毎日放送）
  - 金曜報道スペシャル（テレビ大阪）[3]
  - NHKニュースあおもり845（NHK青森放送局 / NHK総合）
  - NHKニュースみやぎ845（NHK仙台放送局 / NHK総合）
  - おはよう!とちぎの朝（とちぎテレビ）
  - NEWS930α（テレビ神奈川）
  - マルシェア（静岡第一テレビ）
  - ほっとイブニング（NHK名古屋放送局 / NHK総合（東海3県））[4]
    - ほっとイブニングみえ（NHK津放送局 / NHK総合）
    - ほっとイブニングぎふ（NHK岐阜放送局 / NHK総合）

  - キャッチ!ブランチ（中京テレビ）
  - NEWS PORT（サンテレビ）
  - いちおしNEWSとっとり（NHK鳥取放送局 / NHK総合）
  - RSKイブニング5時（山陽放送）
  - tssみんなのテレビ（テレビ新広島）
  - 天神ウォッチ新聞女子（RKB毎日放送）
  - KBCニュースピア（九州朝日放送）
  - スーパーJチャンネル九州・沖縄（九州朝日放送 / ANN九州・沖縄ブロック）
  - しんけんワイド大分（NHK大分放送局 / NHK総合）
- 31日
  - THE NEWSα（30日深夜、フジテレビ）
  - 新・週刊フジテレビ批評（フジテレビ）※枠短縮・リニューアルに伴う
  - THE NEWSα Pick（フジテレビ）※系列局版は多数あるため省略
  - 昼まで待てない!いいコト聞いた（メ〜テレ）
  - おはようちゅうごく（NHK広島放送局 / NHK総合（中国地方））
  - おはサタ!（NHK福岡放送局 / NHK総合（九州・沖縄））
  - JUST NEWS（西日本放送）
  - 丸亀競艇ウィークエンド情報局（西日本放送）
  - まるがめボートフラッシュ（山陽放送）
  - TNC NEWS（21時前）（テレビ西日本）
  - FNN SAGATVニュース（サガテレビ）
  - FNN KTSニュース（鹿児島テレビ）[注 4]
  - CNNフォーカス（BS朝日）

#### 4月終了（報道・情報）
- 1日
  - SENSORS（3月31日深夜、日本テレビ）
  - 新報道2001（フジテレビ）
  - FNNスピークWeekend（フジテレビ）
    - FNN NSTスピーク（新潟総合テレビ）
    - FNN東海テレビスピーク（東海テレビ）
    - OHKサンデースピーク（岡山放送）
    - tssスピーク FNN（テレビ新広島）
    - FNN SAGA TVスピーク（サガテレビ）
    - KTNスピーク（テレビ長崎）
    - TOSスピーク（テレビ大分）

  - みんなのニュース Weekend（フジテレビ）※系列局版は多数あるため省略
- 6日 - HOME Jステーション（広島ホームテレビ）

#### 9月終了（報道・情報）
- 16日 - 週刊報道LIFE（BS-TBS）
- 22日
  - おちゃのまLive さんスタ!（高知さんさんテレビ）[5]
  - 週刊報道 Bizストリート（BS-TBS）
- 23日 - みどころチャップリン（テレビ東京）
- 27日 - PON!（日本テレビ）[6]
- 28日
  - 厳選いい宿（テレビ東京）
  - 金曜トレビアン（福岡放送）
  - 金曜☆ときめきモール（長野朝日放送）
- 29日
  - 輝きYELL!（日本テレビ）
  - バリはやッ!サタデー（福岡放送）
  - ツール・ド・東北の魔法（TBS）
  - ズバッと!鹿児島土曜版（南日本放送）
  - 水前寺清子情報館（BSフジ）
- 30日
  - 丸の内小町（テレビ朝日）
  - 時事放談（TBS）[7]
  - ココロのエンジン（テレビ東京）
  - 激論!サンデーCROSS（TOKYO MX）

#### 12月終了（報道・情報）
- 21日 - 夕方LIVE!キニナル（東日本放送）
- 27日 - Mプラス（テレビ東京）

### 開始番組（報道・情報・広報・自己批評）

#### 1月開始（報道・情報）
- 27日（26日深夜）- 夜も旅コミ北海道〜じゃらんdeGO!（テレビ北海道）[8]

#### 4月開始（報道・情報・番宣・広報）
- 1日
  - どさんこ食堂（札幌テレビ）
  - 特命副知事 みきゃん大作戦（南海放送）
  - Co.☆ラボ（朝日放送テレビ）
- 2日
  - FNNプライムニュース デイズ（フジテレビ）
    - FNN NSTプライムニュースデイズ（新潟総合テレビ）
    - FNN TSSプライムニュースデイズ（テレビ新広島）
    - FNN SAGATVプライムニュースデイズ（サガテレビ）
    - KTNプライムニュース デイズ（テレビ長崎）
    - TKUプライムニュース デイズ（テレビ熊本）
    - FNN TOSプライムニュースデイズ（テレビ大分）

  - プライムニュース イブニング（フジテレビ）（→同項、もしくはこちらも参照）
  - FNNプライムニュース α（フジテレビ）
  - 報道ランナープラス（関西テレビ）
  - やさしいニュース（テレビ大阪）[3][9]
  - あっぷるワイド845（NHK青森放送局 / NHK総合）
  - mit天気予報（21時前）（岩手めんこいテレビ）
  - ニュースてれまさ845（NHK仙台放送局 / NHK総合）
  - プライムウェザー（さくらんぼテレビ）
  - FTV天気予報（21時前）（福島テレビ）
  - とちテレニュースモーニング（とちぎテレビ）
  - News Link（テレビ神奈川）
  - ひるまえ伝言板（NHK新潟放送局 / NHK総合）
  - まるっと!（NHK名古屋放送局 / NHK総合（東海3県））[4]
    - まるっと!みえ（NHK津放送局 / NHK総合）
    - まるっと!ぎふ（NHK岐阜放送局 / NHK総合）

  - ストライク!（中京テレビ）
  - 情報スタジアム 4時!キャッチ（サンテレビ）
  - いろ★ドリ（NHK鳥取放送局 / NHK総合）
  - RSK4時なま（山陽放送）
  - TSSプライムニュースナイト（テレビ新広島）
  - プライムニュース&天気（高知さんさんテレビ）
  - 今日感モーニング（RKB毎日放送）
  - シリタカ!（九州朝日放送）
  - モッちゃんTV（熊本県民テレビ）
  - いろどりOITA（NHK大分放送局 / NHK総合）
- 3日 - ミルベキ!（TBS）
- 4日
  - ひるまえナマら!北海道（NHK北海道ネットワーク / NHK総合）
  - もりすた!（NHK仙台放送局 / NHK総合（東北6県））
- 6日
  - ちょこトチ!（NHK宇都宮放送局 / NHK総合）
  - しずプリ（静岡第一テレビ）
  - TSSプライムフライデー（テレビ新広島）
  - EBCプライムフライデー（テレビ愛媛）
  - 金曜ほのボーノ（あいテレビ）
- 7日
  - ササシマBASE Lab.（6日深夜、中京テレビ）[10]
  - ♯かぞくのすまいる（福岡放送）
  - 畑でMarry Me!（フジテレビ）
  - ジャパコンProject 二次元領域拡大通信（6日深夜、BSフジ）新シリーズ開始[11]
  - 週刊まるわかりニュース（NHK総合）[1]
  - ニュース中国645（NHK広島放送局 / NHK総合（中国5県））
  - デルサタ11（メ〜テレ）
  - 5up!サタデー（広島ホームテレビ）
  - 町山智浩のアメリカの今を知るTV In Association With CNN（BS朝日）レギュラー化
- 8日
  - ZIP!エキキタ（広島テレビ）
  - 報道プライムサンデー（フジテレビ）
  - ほーなん（テレビ愛媛）
  - 知ってニャるほど!ヘルシスト（TBS）[12]
- 9日
  - サイキ道（8日深夜、テレビ朝日）隔週月曜（日曜深夜）レギュラー[13]
  - みみよりライブ 5up!（広島ホームテレビ）
- 10日 - 報道ランナー天気予報（関西テレビ）[注 5]
- 11日 - STU48のせとライク（岡山放送）
- 13日
  - 首都圏情報 ネタドリ!（NHK東京 / NHK総合（関東甲信越））[14]
  - さんいんスペシャル（NHK鳥取放送局・NHK松江放送局 / NHK総合）
  - ひめDON!（NHK松山放送局 / NHK総合）
  - あわとく（NHK徳島放送局 / NHK総合）
  - さぬきドキっ!（NHK高松放送局 / NHK総合）
  - もっと四国（NHK松山放送局 / NHK総合（四国地方））
- 15日 - プライムニュースさんいんplus+（山陰中央テレビ）
- 20日
  - ワンエフ（北日本放送）[15]
  - ひろしま県民テレビ（広島ホームテレビ）
- 21日
  - ジャパコンProject ギルドフレンズ〜飯田里穂の!世界へ?本気です!〜（20日深夜、BSフジ）月1回（第3金曜）レギュラー[16]
  - プライド せとうち経済のチカラ（テレビせとうち）[17]
- 23日 - みよし、どうですか（テレビ新広島）
- 24日 - ムビふぁぼ（23日深夜、TBS）月1回（火曜未明）レギュラー[18]
- 27日
  - ラウンドちゅうごく（NHK広島放送局 / NHK総合（中国5県））
  - 海と大地のひろしま食堂（テレビ新広島）

#### 6 - 9月開始（報道・情報）
6月
- 6日（5日深夜） - NIKKEI STYLE on TV（テレビ東京）[19]

9月
- 26日 - TBSニュースワイド（TBS NEWS）
- 30日 - YAMADA家電住まいる館 BS日テレ店（BS日テレ）

#### 10月開始（報道・情報）
- 1日
  - バゲット（日本テレビ）[20]
  - 旅スルおつかれ様〜ハーフタイムツアーズ〜（テレビ東京）[21]
  - 報道1930（BS-TBS/BS-TBS 4K）[22]
- 3日 - 秘密のアナ園（2日深夜、山口朝日放送）
- 4日
  - アナ行き!（3日深夜、テレビ朝日）[23]
  - ときめきパレット（福岡放送）
  - next sparkles（福岡放送）
- 5日 - プライムこうちF（高知さんさんテレビ）
- 6日
  - めんたい×家族（福岡放送）
  - 週刊1チャンネル（南日本放送）
- 7日
  - サンデーニュース Bizスクエア（BS-TBS・BS-TBS 4K）
  - チェンジ・ザ・ワールド - 未来を築く志 - TABETE（テレビ東京）
  - NIKKEI日曜サロン（BSテレ東・BSテレ東 4K）

#### 11月開始（報道・情報・ミニ）
- 5日 - 今田美桜のプレフェレ（テレビ愛知）[24]
- 6日 - 家族のお出かけ下調べ!（テレビ東京・BSテレ東）
- 16日 - おうちの達人（札幌テレビ）※どさんこワイド179内

#### 12月開始（報道・情報）
- 12日 - 新井さんに聞いてみよう!（中国放送）

### 期間限定番組（報道・情報・自己批評）
- 1月7日 - 3月25日、NMBのミタイ!シリタイ!大阪府議会（関西テレビ）
- 6月12日、7月4日 - THE VISIONARY〜異才の花押（TOKYO MX1）[25]
- 10月4日 - 12月6日、オススメ（テレビ東京）
- 10月7日（6日深夜） - 12月23日（22日深夜）、ニッポンの未来百貨店（BSテレ東）[26]
- 10月10日 - 31日、実況!山口ゆめ花博（テレビ新広島）
- 11月3日 - 12月22日、サタ・プレ（テレビ新広島）

### 再開番組（報道・情報・ミニ・通販・自己批評）
- 4月2日
  - ANN NEWS&SPORTS（1日深夜[注 6]、テレビ朝日）
  - FTVテレポートプラス（福島テレビ）シリーズ再開[注 7]
  - EBCニュース（21時前）（テレビ愛媛）[注 8]
- 4月7日 - 週刊フジテレビ批評（フジテレビ）第2期（第3シリーズ）開始 ※枠短縮による再改題
- 4月13日 - とさ金（NHK高知放送局 / NHK総合）第2期[注 9]
- 10月7日
  - おめざめショッピング（BS-TBS）第2期
  - NMBの教えて!大阪府議会（関西テレビ）※改題

### タイトル変更（報道・情報）
- 4月2日
  - みんなのニュース 報道ランナー → 報道ランナー（関西テレビ）
  - みんなのニュース One → ニュースOne（東海テレビ）
  - ももち浜ストア 夕方版 → ももち浜S 特報ライブ（テレビ西日本）
ここまでの各番組はフジテレビ系列のキー局フジテレビで「プライムニュース イブニング」開始に伴うリニューアル・改題。
  - 茨城ニュース いば6 → いば6（NHK水戸放送局 / NHK総合）
  - FNNテレビ静岡ニュース → プライムニュース プラス（テレビ静岡）
  - BBTニュースフラッシュ → プライムニュース富山（富山テレビ放送）
  - テレビタミン → てれビタ（熊本県民テレビ）
  - FNN OTVニュース → OTVプライムニュースNEXT（沖縄テレビ）
  - 報道ライブ INsideOUT → 報道ライブ インサイドOUT（BS11）
- 4月13日 - なるほど 実感報道ドドド! → 実感ドドド!（NHK福岡放送局 / NHK総合（九州・沖縄））
- 9月18日 - イチオシ!モーニング → イチモニ!（北海道テレビ放送）
- 10月1日
  - NEWS ZERO → news zero（日本テレビ）[27]
  - 山陽TVニュース → RSKニュース（山陽放送）
  - さんさんプライムニュース → プライムこうち（高知さんさんテレビ）
- 10月6日 - さんさんプライムニュース（週末版） → プライムこうち イブニング（高知さんさんテレビ）
- 10月7日 - SUN-TV日曜夕刊 → ニュースSUNデー（サンテレビ）

## 教養・教育・ドキュメンタリー番組

### 終了番組（教養・教育・ドキュメンタリー）

#### 1 - 2月終了（教養・教育・ドキュメンタリー）
- 1月27日 - 西部邁ゼミナール（TOKYO MX）※司会者死亡に伴う終了
- 2月26日 - 超絶 凄ワザ!（NHK名古屋放送局 / NHK総合）

#### 3 - 4月終了（教養・教育・ドキュメンタリー）
3月
- 2日 - クローズアップ東北（NHK仙台放送局 / NHK総合（東北6県））
- 3日 - ぐるっと にっぽん（NHK総合）
- 8日 - モーガン・フリーマン 時空を超えて（NHK Eテレ）
- 20日 - 一本の道（NHK BSプレミアム）
- 21日 - オイコノミア（NHK Eテレ）
- 22日 - ニュースで英会話（NHK Eテレ）
- 23日 - 五木寛之の百寺巡礼（BS朝日）
- 24日 - 経済フロントライン（NHK BS1）
- 25日
  - ワザビト（TBS）
  - 運命の日 〜ニッポンの挑戦者たち〜（BSジャパン）
  - ポンキッキーズ（フジテレビKIDS制作 / BSフジ）
- 26日 - テストの花道 ニューベンゼミ（NHK Eテレ）
- 27日
  - 人生デザイン U-29（NHK Eテレ）
  - スター波瀾万丈列伝 〜出逢いと分岐点〜（BS日テレ）
  - 太田和彦 ふらり旅 いい酒いい肴（BS11）
- 29日
  - タビフク。（28日深夜、TBS）地上波放送終了
  - にっぽん紀行（NHK総合）
  - プレキソ英語（NHK Eテレ）
  - しごとの基礎英語（NHK Eテレ）
  - My first baito（フジテレビ）
  - 未来の主役 地球の子どもたち（TVQ九州放送）※テレビ東京は24日終了
  - フランケンシュタインの誘惑 科学史 闇の事件簿（NHK BSプレミアム）
  - 片岡愛之助の解明!歴史捜査（BS日テレ）
- 29日（吹き替え版）・31日（字幕版） - スーパープレゼンテーション（NHK Eテレ）
- 30日
  - 谷原章介の25時ごはん（29日深夜、TBS）
  - おとなの基礎英語（NHK Eテレ）
  - 高島礼子・日本の古都〜その絶景に歴史あり（BS-TBS）
- 31日
  - フックブックロー ミニ（NHK Eテレ）
  - ミライダネ!（テレビ東京）
  - 実践!にっぽん百名山（NHK BS1）
  - サタデードキュメント（BS-TBS）

4月
- 1日
  - どちゃもん あさめしまえ（NHK Eテレ）
  - 石坂浩二のニッポン凄い人名鑑（BSジャパン）

#### 9月終了（教養・教育・ドキュメンタリー）
- 16日 - ファクトリサーチTV（15日深夜、テレビ朝日）
- 19日 - 地球絶景紀行（BS-TBS）
- 20日 - 世界の哲学者に人生相談（NHK Eテレ）[28]
- 22日 - 諸説あり!（BS-TBS）
- 23日
  - イチから住 〜前略、移住しました〜（テレビ朝日）[29]
  - MY STORY（BS日テレ）
- 24日 - 世界一周 魅惑の鉄道紀行（BS-TBS）[30]
- 26日 - スマイル!（NHK Eテレ）
- 27日
  - 幻解!超常ファイル（NHK BSプレミアム）
  - 空から日本を見てみよう+（BSジャパン）
- 29日
  - 関口宏ニッポン風土記（BS-TBS）
  - 夢の鍵（BS-TBS）
  - 一滴の向こう側（BSフジ）
- 30日
  - おはよう!アンパンマン（BS日テレ）※『それいけ!アンパンマンくらぶ』平日版に専念に伴う。
  - カントリードリーム〜ヨーロッパ憧れの田舎暮らし〜（BS日テレ）

#### 10月終了（教養・教育・キュメンタリー）
- 14日 - 旅サンデー（テレビ朝日）

### 開始番組（教養・教育・ドキュメンタリー）

#### 1〜3月開始（教養・教育・ドキュメンタリー）
- 1月21日 - 14歳からのスタートアップ 〜Young CEOの魔法の杖!〜（BSジャパン）[31]
- 1月28日 - きょうは、円山動物園（北海道放送）[32]
- 2月9日（8日深夜）- アイドル・ディスカバリー（BS12 トゥエルビ）
- 3月4日 - 釣りたガール!（関西テレビ）[33]

#### 4月開始（教養・教育・ドキュメンタリー）
- 1日
  - NORDのさっぽろキラキライフ（北海道放送）[34]
  - ゲンバビト（CBCテレビ）[35][36]
  - bill's kitchen（BS日テレ）[37] 日本におけるレギュラー放送開始
- 2日 - おもてなしの基礎英語（NHK Eテレ）[14][38]
- 3日
  - デザイントークス+（NHK Eテレ）
  - 極上!スイーツマジック（NHK BSプレミアム）レギュラー化[14][38]
- 4日
  - 又吉直樹のヘウレーカ!（NHK Eテレ）[14][38]
  - ふらっとあの街 旅ラン10キロ（NHK BSプレミアム）[14][38]
- 5日
  - もふもふモフモフ（NHK総合）レギュラー化[14][38]
  - 世界の哲学者に人生相談（NHK Eテレ）[14][38][39]
  - 世界へ発信!SNS英語術（NHK Eテレ）[14][38]
  - 金麦presents おうちDE幸せごはん（中京テレビ）[40]
- 6日
  - ドキュランドへようこそ!（NHK Eテレ）[14][41]
  - 迷宮グルメ 異郷の駅前食堂（BS朝日）[42][43]
  - 高島礼子が家宝捜索!蔵の中には何がある?（BS-TBS）レギュラー化[44][45]
  - 世界の国境を歩いてみたら…（BS11）
- 7日
  - 基礎英語0〜世界エイゴミッション〜（NHK Eテレ）[14][38]
  - オドモTV（NHK Eテレ）[14][38]
  - ミギカタアガリ旅行社（テレビ東京）
  - バカリズムの大人のたしなみズム（BS日テレ）
  - ドキュメントJ（BS-TBS）
  - この国の行く末2〜テクノロジーの進化とオープンイノベーション〜（BSフジ）[46]
- 8日
  - コレナンデ サンデー（NHK Eテレ）[38]
  - 旅サンデー（テレビ朝日）[47]
  - 日曜ゴールデンの池上ワールド 池上彰の現代史を歩く〜Walking through Modern History〜（テレビ東京）[48][49][50][51]
  - 小島よしお&狩野英孝のチャリお遍路（BS12 トゥエルビ）[52]
- 9日 - Innovative Tomorrow（BS日テレ）[53]
- 10日 - ふしぎエンドレス（NHK Eテレ）[14]
- 11日
  - よろしく!ファンファン（NHK Eテレ）[14]
  - ブレイクッ!（NHK Eテレ）[14][38]
  - 西山宏太朗の健僕ピース!（TOKYO MX）
  - タビフクVR（BS-TBS）放送波移籍・改題・リニューアル[54]
- 12日 - 世界はほしいモノにあふれてる 〜旅するバイヤー極上リスト〜（NHK総合）[14][38]
- 13日
  - 東北ココから（NHK仙台放送局 / NHK総合（東北6県））
  - Yスペ!（NHK山口放送局）
  - 渡部の歩き方（BS日テレ）
- 15日 - ファクトリサーチTV（14日深夜、テレビ朝日）
- 22日 - 緊急SOS!池の水ぜんぶ抜く（テレビ東京）改題・月1回レギュラー開始[50]
- 27日 - Movin'いわて（テレビ岩手）
- 28日 - タイプライターズ〜物書きの世界〜（フジテレビ / BSフジ）月1回レギュラー[55]※地上波は3ヶ月に1回ペースで放送

#### 7 - 9月開始（教養・教育・ドキュメンタリー）
7月
- 4日 - ココロタビ（TOKYO MX1）[56]
- 6日 - 北海道ドローン紀行（北海道放送）[57]

9月
- 9日 - ちちんぷいぷいプログラミング（BSフジ）[58]

#### 10月開始（教養・教育・ドキュメンタリー）
- 1日
  - 沼にハマってきいてみた（NHK Eテレ）[59]
  - ハワイの色の巡り方（フジテレビ）
  - パパベン〜こだわりレシピ〜（BSテレ東）
- 3日
  - 民話DEドラマ（南海放送）
  - 極上!三ツ星キャンプ（BS日テレ）
  - ＃ストイック女子（BS-TBS）
- 4日 - ろんぶ〜ん（NHK Eテレ）[60]
- 5日 - 素晴らしい明日（BS-TBS）
- 6日
  - RIDE ON TIME 〜時が奏でるリアルストーリー〜（5日深夜、フジテレビ）[61]
  - Stories 〜あなたのライフを探す家〜（日本テレビ）
  - じょんのび日本遺産（TBS）[62]
  - 4Kアワー（BS朝日・BS朝日 4K）
  - パレ・ド・Z〜おいしさの未来〜（BSフジ）
  - TOKYOストーリーズ（BSフジ）
- 7日
  - やまぐち百景（山口朝日放送）
  - THE LAST STORY 〜マエストロたちの遺言〜（BS日テレ）
  - キッズの晩餐（BS朝日）[63]
- 12日 - ギャル曽根・虻ちゃんの知っとく!ベジライフ ソレ知りたい!!（BS-TBS）
- 13日 - じゃじゃじゃじゃ〜ン!（フジテレビ）[64]
- 24日
  - OFLIFE（23日深夜、毎日放送）[65]
  - ぞっこん九州（RKB毎日放送）レギュラー放送開始[66][67]

#### 12月開始（教養・教育・ドキュメンタリー）
- 2日 - 受検クイズ 言いたくなる問 1対1（福岡放送）

### 期間限定番組（教養・教育・ドキュメンタリー）
- 1月5日 - 3月23日、ダイアモンド博士の"ヒトの秘密"（NHK Eテレ）
- 1月14日 - 4月1日・4月15日、タイ王国の魅力（北海道放送）[68]全13回
- 2月2日 - 3月2日、RAMEN-DO The Soul of Japan（BSフジ）全4回[69][注 11]
- 4月1日 - 6月24日・10月7日 - 、たしなみLady（フジテレビ）
- 4月1日 - 7月1日、Go! Go! チャギントンスペシャル（BSフジ）
- 4月2日 - 10月8日、フォーカード（テレビ東京）
- 4月2日 - 7月30日、芸人先生（NHK Eテレ）第1シリーズ
- 4月4日(3日深夜) - 2019年3月27日(26日深夜)、吉本坂46が売れるまでの全記録（テレビ東京）[70][71]
- 4月5日 - 9月27日、Discover myself（テレビ東京）
- 4月12日（11日深夜） - 6月28日（27日深夜）、スター育成ガチンコドキュメンタリー ガチだん!（テレビ東京）
- 7月1日 - 9月30日、フューチャーランナーズ〜17日の未来〜（フジテレビ）1stシーズン[72]
- 7月4日 - 12月26日、おいしQるる〜おいしさの不思議、教えて農家さん!〜（札幌テレビ）
- 7月5日 - 9月27日、ガチャピン旅だより（フジテレビ）[73]
- 7月14日 - 9月29日、namie amuro Final Space（日本テレビ）[74][75]
- 7月28日 - 9月29日、100%のキレイ★オイシイ見つけ旅 in ニューヨーク（テレビ朝日）[76]
- 8月7日 - 28日、先駆者たちのキーパズル（テレビ東京）[77]
- 10月8日 - 12月17日（全10回）、レイチェルのキッチンノート〜ロンドン編〜（NHK Eテレ）[78]
- 10月9日（8日深夜）- 16日（15日深夜）、経済異種格闘技 五反田マネーウォーズ 1週間で荒稼げ!（テレビ愛知）
- 10月12日 - 12月21日（全10回）、ギャル曽根・虻ちゃんの知っとく!ベジライフ それ知りたい!!（BS-TBS・BS-TBS 4K）[79]

### 再開番組（教養・教育・ドキュメンタリー）
- 2月14日 - 28日（シーズン3）、覆面リサーチ ボス潜入（NHK BSプレミアム）
- 3月26日 - 7月20日（春の旅）・9月24日 - 12月21日（秋の旅）、にっぽん縦断 こころ旅（NHK BSプレミアム）
- 4月3日 - 、美と若さの新常識〜カラダのヒミツ〜（NHK BSプレミアム）
- 4月4日 - 9月26日、ふるカフェ系 ハルさんの休日（NHK Eテレ）シーズン3
- 10月4日 - 、ザ・プロファイラー 〜夢と野望の人生〜 season 7（NHK BSプレミアム）[59]
- 10月6日 -
  - 辰巳琢郎の家物語〜リモデル★きらり（BS朝日）
  - 関口宏の人生の詩II（BS-TBS）
- 10月7日 - 、太田和彦のふらり旅 新・居酒屋百選（BS11）
- 10月10日 - 2019年3月27日、ねほりんぱほりん（NHK Eテレ）シーズン3
- 10月 - 、Thunderbolt Fantasy 東離劍遊紀（TOKYO MX、BS11）シーズン2

### タイトル変更（教養・教育・ドキュメンタリー）
4月
- 1日 - 知られざるガリバー〜消費者の知らないエクセレントカンパニー〜 → 知られざるガリバー〜エクセレントカンパニーファイル〜（テレビ東京）[80]
- 8日 - ニャンちゅうワールド放送局 → ニャンちゅう!宇宙!放送チュー!（NHK Eテレ）※毎月最終日曜日は除く。
- 12日
  - ニャンちゅうワールド放送局ミニ → ニャンちゅう!宇宙!放送チュー!ミニ（NHK Eテレ）
  - 鉄道・絶景の旅 → 新鉄道・絶景の旅（BS朝日）※放送時間変更に伴い改題。
- 29日 - あつまれ!ワンワンわんだーらんど → ワンワンわんだーらんど（NHK Eテレ）※放送時間変更に伴い改題、毎月最終日曜日。

10月
- 11日 - ストレッチマンV → ストレッチマン・ゴールド（NHK Eテレ）

## スポーツ番組

### 終了番組（スポーツ）

#### 3月終了（スポーツ）
- 26日
  - 亀ちゃんのWith Tigers（毎日放送）
  - カウントダウンTOKYO（TOKYO MX）
- 29日 - みらいのつくりかた（テレビ東京）
- 30日 - 中井学のゴルフ新理論（BS11）
- 31日 - Let's!クライミング（NHK BS1）

#### 4月終了（スポーツ）
- 1日（3月31日深夜）[注 12] - スポーツLIFE HERO'S（フジテレビ）
- 29日 - レバレバ!ノール（北海道文化放送）

#### 9月終了（スポーツ）
- 16日 - ビートたけしのスポーツ大将 ※第3期（第3シリーズ）（テレビ朝日）
- 29日 - さまスポ（テレビ東京）

### 開始番組（スポーツ）

#### 1・3月開始（スポーツ）
- 1月9日 - 卓球ジャパン!（BSジャパン→BSテレ東・BSテレ東 4K）[81]
- 1月17日（16日深夜）- モーターゾーンTV（三重テレビ）[82]
- 3月23日 - 月刊プロ野球!さまぁ〜ずスタジアム（BS日テレ）※月1回[83]
- 3月24日 - もえスポ（東日本放送）[84]

#### 4月開始（スポーツ）
- 1日[注 13] - S-PARK（フジテレビ）
- 2日 - BE-BOP SPORTS〜スポーツを愛するマンデートーク〜（TOKYO MX）[85]
- 5日 - ランニングエンターテインメント サブ4!!（BS日テレ）[86]
- 6日 - ゴルフサバイバル（BS日テレ）※レギュラー化
- 7日
  - Fan!Fun!スポーツ（TVQ九州放送）[87]
  - GOL☆JO!（テレビ西日本）
- 8日
  - 石田純一のサンデーゴルフ（テレビ東京）
  - 武井壮のゴルフコロッセオ 激闘!最強アマ列伝（BS日テレ）[88]
- 21日 - Dream Challenger 〜夢に挑む者たち〜（テレビ朝日）
- 28日
  - We★ベイスターズ（テレビ神奈川）※月1回[89]
  - 葭葉ルミと森末慎二の らく・ごる（テレビ長崎）※月1回

#### 5 - 7月開始（スポーツ）
- 5月4日 - 才色健美〜強く、そして美しく with number〜（BS朝日）[90]
- 7月20日（19日深夜） - eGG（日本テレビ）※月1回[91]

#### 10 - 11月開始（スポーツ）
10月
- 1日 - サラブレッドの担い手たち（テレビ東京）
- 4日 - ゴルラボ.TV（BS-TBS）
- 6日
  - すっぴんアスリート（TBS）
  - GIRLS CATCHBALL〜MACHIBIJO another story〜（テレビ埼玉）[92]
  - ゴルフの翼（BS日テレ）
- 10日 - BS12 水曜バスケ!（BS12 トゥエルビ）[93]
- 13日 - ラグビー2019 英雄たちの原点（日本テレビ）
- 14日 - BSスーパーKEIBA（BSフジ）
- 21日 - 消えた天才（TBS）レギュラー化[94][95]
- 29日（28日深夜） - 村上信五∞情熱の鼓動（フジテレビ）[96]

11月
- 24日
  - ヒロミ・みやぞんの明日すぐに友達になりたいアスリート アス友（中京テレビ）
  - 金色のアスリート（福岡放送）
- 25日 - STU48 瀬戸7のよーいDON!!!!!!!（テレビ新広島）

### 期間限定番組（スポーツ）
※ビートたけしのスポーツ大将は2017年のテレビ番組一覧 (日本)#再開番組（スポーツ）に記載。
- 4月6日 - 7月27日、カミワザ甲子園 〜球児へのエール〜（朝日放送テレビ）[97]
- 4月7日 - 、聖火のキセキ（NHK BS1）[14][38]
- 4月8日 - 、武井壮のパラスポーツ真剣勝負!（NHK BS1）※月1回[38]
- 4月14日 - 7月21日、夏のチカラ 〜球児へのメッセージ〜（朝日放送テレビ）[97]
- 4月22日 - 、行くぜ!パラリンピック（NHK BS1）※月1回[38]
- 5月4日 - 5月18日、TOKYO RUN（BSフジ）[注 11]全3回
- 6月6日 - 8月22日、みんなの北海道マラソン2018（北海道文化放送）[98]
- 10月7日 - 28日、Fly Together 〜一緒ならもっと飛べる〜（テレビ朝日）
- 11月3日 - 12月29日、熱冬〜高校バスケ WINTER CUP 2018〜（テレビ朝日）[99]
- 11月18日 - 12月23日、My Way 世界ラリー2018（テレビ朝日）

### 再開番組（スポーツ）
- 1月28日 - 、ジャンクSPORTS（フジテレビ）
- 4月5日 - 9月27日、奇跡のレッスン（NHK Eテレ）
- 9月14日 - 2019年3月、オードリーのNFL倶楽部（日本テレビ）
- 10月6日 - 2019年3月、球辞苑〜プロ野球が100倍楽しくなるキーワードたち〜（NHK BS1）[59]
- 10月 - 2019年3月、熱血!タイガース党（サンテレビ）

### タイトル変更（スポーツ）
- 4月1日 - 、サンデースポーツ → サンデースポーツ2020（NHK総合）[1][14]

## バラエティ番組

### 終了番組（バラエティ）

#### 2月終了（バラエティ）
- 5日 - 天才キッズ全員集合〜君ならデキる!!〜（テレビ朝日）

#### 3月終了（バラエティ）
- 4日
  - ジャニーズJr.dex（3日深夜、フジテレビ）
  - テンション上がる会?〜地球のことで熱くなれ!〜（テレビ朝日）
- 11日
  - 俺の持論（10日、テレビ朝日）
  - 珍種目No.1は誰だ!? ピラミッド・ダービー（TBS）
- 12日 - AI-TV（フジテレビ）[100]
- 14日 - 福おかぁさん（RKB毎日放送）
- 21日
  - トーキングフルーツ（20日深夜、フジテレビ）
  - 柳家喬太郎のイレブン寄席（BS11）
- 22日 - とんねるずのみなさんのおかげでした（フジテレビ）
- 23日 - 佳代子の部屋〜真夜中のゲーム会議〜（22日深夜、フジテレビ）
- 25日
  - 笑う洋楽展（24日深夜、NHK BSプレミアム）
  - 帰れまサンデー・見っけ隊（テレビ朝日）※枠移動・リニューアルに伴う[101]
  - 旅ずきんちゃん 〜全日本のほほ〜ん女子会〜（CBCテレビ）[35]
  - ウチくる!?（フジテレビ）[102]
  - カンニングのDAI安☆吉日!（BSフジ）
- 26日 - 笑レース（フジテレビ）
- 27日
  - バクモン学園!!住んでみた。（26日深夜、テレビ朝日）
  - オー!!マイ神様!!（26日深夜、TBS）
- 28日
  - 張り紙パイレーツ!（27日深夜、テレビ朝日）
  - キテるにハマる!課外授業 バナナスクール2（27日深夜、東海テレビ）
  - ひるブラ（NHK総合）[14]
  - おじゃMAP!!（フジテレビ）
  - 良かれと思って!（フジテレビ）[103]
- 29日
  - 笑×演（28日深夜、テレビ朝日）
  - 〜オトナ度ちょい増しTV〜おとな会（28日深夜、毎日放送）
- 30日
  - 内村てらす（29日深夜、日本テレビ）
  - 金曜日くらい褒められたい（BS朝日）
- 31日
  - 『ぷっ』すま（テレビ朝日）[104][105]
  - 母ちゃんに逢いたい!（テレビ東京）
  - めちゃ×2イケてるッ!（フジテレビ）
  - よ～いドン!サタデー（関西テレビ）
  - 雨上がりのナニモン!?（関西テレビ）
  - バックキングカム宮殿（静岡第一テレビ）

#### 4月終了（バラエティ）
- 1日（31日深夜） - イマドキ男子冒険バラエティ 真夜中のプリンス（テレビ朝日）
- 22日 - 大杉漣の漣ぽっ（BSフジ）※出演者急逝に伴う[注 14]
- 24日 - Rの法則（NHK Eテレ）※司会者の不祥事による打ち切り[106][107]

#### 6月終了（バラエティ）
- 16日 - AKB48選抜総選挙（フジテレビ）[注 15]
- 24日 - なぎさのミライ!ドライブ!ティービー（北海道文化放送）[108]
- 25日（24日深夜） - 吉本超合金A（テレビ大阪）
- 26日 - あいつのホンネ〜女は知らない男のキモチ〜（フジテレビ）[109]

#### 9月終了（バラエティ）
- 2日 - 日曜もアメトーーク!（テレビ朝日）[110]
- 10日 - 世界の村のどエライさん（関西テレビ）[111][112]
- 13日 - 得する人損する人（日本テレビ）[113]
- 14日 - モノシリーのとっておき〜すんごい人がやってくる!〜（フジテレビ）[114]
- 15日 - 世界!極タウンに住んでみる（フジテレビ）[115]
- 19日 - トコトン掘り下げ隊!生き物にサンキュー!!（TBS）[95]
- 24日 - ペコジャニ∞!（TBS）[116][117]
- 25日
  - なかい君の学スイッチ（24日深夜、TBS）
  - 採用!フリップNEWS（中京テレビ）[注 16]
- 26日
  - 志村の夜（25日深夜、フジテレビ）
  - イケ男（MEN）!おもてなしキャンプ（BS日テレ）
- 27日
  - イッテンモノ（26日深夜、テレビ朝日）
  - キミスタ（26日深夜、テレビ東京）[118]
- 28日 - ぱりぴTV（27日深夜、テレビ朝日）
- 29日
  - おしゃべりオジサンとヤバイ女（テレビ東京）[119]
  - さまぁ〜ずの神ギ問（フジテレビ）[120]
- 30日
  - 帰れマンデー見っけ隊!!特別編（テレビ朝日）
  - ロボット旅日本一周〜タカラモノクダサイ〜（テレビ朝日）

#### 10月終了（バラエティ）
- 2日（1日深夜） - 爆問ファンド マネーの成功グラフ\（テレビ朝日）
- 20日（19日深夜） - ナミノリ! ジェニー（毎日放送）※月1回（第3金曜）レギュラー

### 開始番組（バラエティ）

#### 1月開始（バラエティ）
- 14日（13日深夜） - 吉沢明歩の全力サラリーマンKO（北海道文化放送）[121]
- 15日 - 世界の村のどエライさん（関西テレビ）

#### 3月開始（バラエティ）
- 23日 - 東京お笑いライブマニア（テレ朝チャンネル1）[122]

#### 4月開始（バラエティ）
- 1日
  - なりゆき街道旅（フジテレビ）[102]
  - あんぎゃでござる!!（KBS京都）
- 2日
  - 旬感☆ゴトーチ!（NHK総合）レギュラー化[14]
  - 青春高校3年C組（テレビ東京）
- 3日
  - 爆問ファンド マネーの成功グラフ\（2日深夜、テレビ朝日）
  - 私の働き方〜乃木坂46のダブルワーク体験!〜（フジテレビ）
  - もっと!もっと!YOUは何しに日本へ?Z（BSジャパン）[注 17][123] 月前半レギュラー
- 4日
  - jealkbのソーシャルジン（TOKYO MX1）
  - アメカジボーイズTV（チバテレ）[124]
  - イケ男（MEN）!おもてなしキャンプ（BS日テレ）
  - チルテレ（BS日テレ）
- 5日
  - キミスタ（4日深夜、テレビ東京）
  - バンドリ!TV（TOKYO MX1）
- 6日 - Fake Station -Thursday Midnight-（5日深夜、BSフジ）[125]
- 7日
  - 東京らふストーリー（6日深夜、テレビ朝日）
  - STU↗でんつ!（6日深夜、広島テレビ）
  - 有田P おもてなす（NHK総合）レギュラー化[38][126][127]
  - 雨上がりのフォトぶら♪（関西テレビ）[128]
- 7日（BSジャパン）・14日（テレビ東京） - TVチャンピオン極 〜KIWAMI〜（BSジャパン・テレビ東京）
- 8日
  - 帰れマンデー見っけ隊!!特別編（テレビ朝日）
  - 相席食堂（朝日放送テレビ）レギュラー化
  - ハイスクールQ 〜ニュースを学ぶクイズ〜（BSジャパン）[129]
- 9日（8日深夜） - ひらがな推し（テレビ東京）
- 10日
  - 千原ジュニアの座王（9日深夜、関西テレビ）レギュラー化
  - ボイボイ無限大（9日深夜、東海テレビ）
  - すぐ誰かに言いたい!クイズ☆モノシリスト（BS朝日）レギュラー化[130]
- 11日
  - 家事ヤロウ!!!（10日深夜、テレビ朝日）[131]
  - ブレイク!（秋田放送ほか）[132]
  - 動画投稿バラエティ#部活ONE!〜世界でバズれ!スターへの道!〜（朝日放送テレビ）[133]
  - STU48のせとライク（岡山放送）
- 13日
  - チコちゃんに叱られる!（NHK総合）レギュラー化[38]
  - コンとコトン（NHK総合）[14]
  - 美少女クエスト（フジテレビ、12日深夜）[134][注 18]
  - カオスパイ（テレビ埼玉）[135]
- 15日 - Dearボス 〜トップの秘密のぞき見バラエティ〜（広島テレビ）[136][注 19]
- 16日
  - 帰れマンデー・見っけ隊!!（テレビ朝日）[101]※枠移動・改題・リニューアル
  - 石橋貴明のたいむとんねる（フジテレビ）[100][137]
- 18日 - 梅沢富美男のズバッと聞きます!（フジテレビ）レギュラー化[137][138]
- 19日 - 直撃!シンソウ坂上（フジテレビ）[137][139]
- 21日 - 大阪人の新常識 OSAKA LOVER（テレビ大阪）月1回レギュラー化[9][140]
- 22日
  - おやすみ日本 眠いいね!（21日深夜、NHK総合）月1回レギュラー化
  - 弁護士といっしょです（21日深夜、テレビ朝日）
  - 坂上&指原のつぶれない店（TBS）レギュラー化[36][141]
- 24日 - やすとも・友近のキメツケ!※あくまで個人の感想です（関西テレビ）レギュラー化[142]
- 25日 - 林修のニッポンドリル（フジテレビ）レギュラー化[103][137][143]
- 28日 - 使えるテレビ ザ・ディレクソン（NHK BS1）[144]※月1回レギュラー

#### 5月開始（バラエティ）
- 5日 - 世界!極タウンに住んでみる（フジテレビ）レギュラー化[137][138]
- 13日 - テンゴちゃん（12日深夜、NHK総合）月1回レギュラー[145]
- 18日 - 北野誠、DAISのこれから…（TOKYO MX1）[146]

#### 7月開始（バラエティ）
- 7日
  - プロポーズ図書館（6日深夜、テレビ朝日）
  - VIRTUAL BUZZ TALK!（6日深夜、TOKYO MX1）[147]
- 8日 - ガチャムク（BSフジ）[148]
- 13日 - コトノハ図鑑（12日深夜、毎日放送）レギュラー化[149]
- 14日 - 今夜一杯どうですか?（13日深夜、TBS）
- 28日 - 宇梶剛士のあっちこっち散歩（BSフジ）※不定期放送

#### 10月開始（バラエティ）
- 1日 - 中川家&コント（BSフジ）レギュラー化[150]
- 2日
  - この人に逢わせて喜ばせたい!逢喜利（中京テレビ）[注 20]
  - YOUは何しに日本へ? Classic（BSテレ東）[151]
- 6日
  - うどんMAPサタデー（テレビ西日本）
  - ドリップスタイル〜コーヒーがくれた時間〜（BS-TBS）
- 7日
  - ピンポイント業界史（6日深夜、テレビ朝日）
  - 天職サーチ 千鳥のジョブラバーズ（6日深夜、朝日放送テレビ）[152][153]
  - ポツンと一軒家（朝日放送テレビ）レギュラー化[154][155]
  - 夢眠ねむのまどろみのれん酒（BS日テレ）
- 9日（8日深夜） - オータケ・サンタマリアの100まで生きるつもりです（テレビ朝日）[155]
- 10日（9日深夜） - 志村でナイト（フジテレビ）
- 11日
  - ザワつく!一茂良純時々ちさ子の会（10日深夜、テレビ朝日）特番からタイトル改題・レギュラー化[155]
  - 突撃!しあわせ買取隊（テレビ東京）レギュラー化[151]
  - 突撃!隣のスゴイ家（BSテレ東）[151]
- 12日
  - #ミレニアガール（11日深夜、フジテレビ）[156]
  - 坂上どうぶつ王国（フジテレビ）[114]
- 15日 - 1番だけが知っている（TBS）レギュラー化[95][117]
- 20日 - 超逆境クイズバトル!! 99人の壁（フジテレビ）レギュラー化[157]
- 21日（20日深夜） - ゲンバの声がある（テレビ朝日）[158]
- 22日
  - 新説!所JAPAN（関西テレビ）[112][159]
  - 中居くん決めて!（TBS）[160]
- 25日 - THE突破ファイル（日本テレビ）[113][161]
- 28日 - 有吉ぃぃeeeee!そうだ!今からお前んチでゲームしない?（テレビ東京）
- 31日（30日深夜） - よしもと天神一丁目!（RKB毎日放送）[66][162]

#### 11月開始（バラエティ）
- 10日 - 芸能人が本気で考えた!ドッキリGP（フジテレビ）※レギュラー化[163]
- 13日 - 出動!ボイメン隊（RKB毎日放送）[66]

### 期間限定番組（バラエティ）
- 1月7日（6日深夜） - 2月25日（24日深夜）、GO!GO!ニンじゃぽん（北陸放送ほか）[164]※TBS除くJNN系列局で順次放送
- 1月13日（12日深夜） - 3月17日（16日深夜）、坂上忍と○○の彼女（日本テレビ）[注 21]
- 1月15日（14日深夜） - 4月2日（1日深夜）、下町ロケバラエティ番組 浅草うず九（テレビ東京）
- 1月16日（15日深夜） - 3月27日（26日深夜）、STU48のセトビンゴ!（日本テレビ）
- 1月18日 - 12月16日（全12回）、安奈聖羅のクイズ永島石田（アイドル専門チャンネルPigoo）
- 1月27日 - 3月24日、産直!ボイメン☆北海道（北海道文化放送）
- 1月10日（9日深夜） - 2月28日（27日深夜）、4月4日（3日深夜） - 5月30日（29日深夜）、歌ゥ芸人せぇるすまん〜下町レコード奮闘記〜（テレビ東京）
- 4月1日 - 9月30日、欅坂46のあっぷっプリ（フジテレビ）
- 4月3日（2日深夜） - 6月26日（25日深夜）、SKE48がひとっ風呂浴びさせて頂きます!（テレビ東京）
- 4月4日 - 9月19日、鳥海浩輔・前野智昭の大人のトリセツ（TOKYO MX1）
- 4月5日 - 9月27日（IV）・10月4日 - 2019年3月28日（V）、橋本マナミのヨルサンポ（BSフジ）
- 4月6日（5日深夜） - 9月28日（27日深夜）、キズナアイのBEATスクランブル（BS日テレ）[165]
- 4月14日（13日深夜） - 6月30日（29日深夜）、女心がわかる男、わからない男。（日本テレビ）[注 21]
- 7月4日-ボドゲであそぼ（TOKYO MX1）[166]
- 7月17日（16日深夜） - 9月25日（24日深夜）、HKTBINGO!〜夏、お笑いはじめました〜（日本テレビ）[167]
- 7月21日（20日深夜） - 9月29日（28日深夜）、出川哲朗のアイ・アム・スタディー（日本テレビ）[注 21]
- 8月3日（2日深夜） - 10月5日（4日深夜）、キミモテロッジ〜家づくりで声優オーディション!?〜（日本テレビ）[168]
- 9月1日 - 11月15日、それ行け!ハピはちワゴン〜"ありがとう"を届けませんか?〜（関西テレビ）
- 10月5日 - 12月28日、わの娘っこSNSの旅（青森放送）
- 10月6日 - 12月29日、サクッと!欅坂46（フジテレビ）
- 10月19日（18日深夜） - 12月28日（27日深夜）、藤原竜也の二回道（テレビ東京）[169]
- 10月20日（19日深夜）- 12月22日（21日深夜）、犬も食わない（日本テレビ）[170]

### 再開番組（バラエティ）
- 1月13日（12日深夜） - 、あいのり：Asian Journey（フジテレビ）新シリーズ開始[172]
- 1月16日（15日深夜） - 3月20日（19日深夜）、NEO決戦バラエティ キングちゃん（テレビ東京）第3シリーズ[注 22]
- 1月23日（22日深夜） - 、TERRACE HOUSE OPENING NEW DOORS（フジテレビ）[173][注 23]
- 1月20日（19日深夜） - 3月31日（30日深夜）、恋んトスSeason7（TBS）[174]
- 4月8日 - 、モノクラ〜ベ（BSスカパー!）シーズン10
- 4月17日（16日深夜） - 6月26日（25日深夜）、KEYABINGO!4（日本テレビ）
- 6月9日 - 、裸の少年（テレビ朝日）第2期
- 7月1日 - 8月、世界一おもしろい海の家〜ナナナマリーナで笑イーナ!〜（テレビ東京）
- 7月7日（6日深夜） - 8月4日（3日深夜）、恋神アプリ ボラカイ島（フジテレビ）第2シリーズ[注 24]
- 10月6日 - 12月22日、産直!ボイメン☆北海道（北海道文化放送）シーズン2
- 10月9日（8日深夜） - 12月18日（17日深夜）、NOGIBINGO!10（日本テレビ）
- 10月14日 - 、ナニコレ珍百景（テレビ朝日）第2期開始[175][注 25]

### タイトル変更（バラエティ）
4月
- 4日
  - 映女と音女と福男 → 映女と音女とユリコ（3日深夜、北海道文化放送）[176] 出演者変更によるリニューアルに伴う改題・枠移動
  - 笑点 月曜なつかし版 → 笑点 水曜なつかし版（BS日テレ）枠移動に伴う
  - 冗談手帖 → 冗談騎士（BSフジ）リニューアルに伴う[177]
- 5日 - お笑い演芸館 → お笑い演芸館+（BS朝日）[178] リニューアル・枠移動
- 7日
  - おしゃべりオジサンと怒れる女 → おしゃべりオジサンとヤバイ女（テレビ東京）[179] リニューアル・枠移動
  - ミッドナイト寄席ゴールデン → 夕やけミッドナイト寄席（BS12 トゥエルビ）枠移動
- 8日 - かがくdeムチャミタス! → おでかけ発見バラエティ!かがくdeムチャミタス（テレビ大阪）
- 12日 - 人名探究バラエティー 日本人のおなまえっ! → ネーミングバラエティー 日本人のおなまえっ!（NHK総合）[14]

7月
- 26日 - キズナアイのBEATスクランブル → キズナアイのばん組（BS日テレ）

10月
- 6日 - にちようチャップリン → そろそろ にちようチャップリン（テレビ東京）[151] リニューアル・枠移動・短縮（日曜→土曜〈23時55分枠〉）
- 7日 - すぐ誰かに言いたい!クイズ☆モノシリスト → ザ!モノシリスト（BS朝日）リニューアル・枠移動・短縮（火曜21・22時枠→日曜23時枠前半）
- 11日 - 和風総本家 → 二代目 和風総本家（テレビ大阪）[180]
- 26日 - キズナアイのばん組 → のばん組（BS日テレ）

## 音楽番組

### 終了番組（音楽）

#### 3月終了（音楽）
- 3日 - バナナ♪ゼロミュージック（NHK総合）
- 10日 - 地球劇場 〜100年後の君に聴かせたい歌〜（BS日テレ）
- 11日 - 今夜、誕生!音楽チャンプ（テレビ朝日）レギュラー放送終了
- 20日 - あの年この歌〜時代が刻んだ名曲たち〜（BSジャパン）※200回記念SP[181]
- 31日
  - 小室等の新音楽夜話（TOKYO MX）
  - 歌え!昭和のベストテン（BS日テレ）
  - 堺でございます（BSフジ）

#### 9月終了（音楽）
- 21日 - 由紀さおりの素敵な音楽館（BS-TBS）※改題・リニューアルに伴う。
- 27日
  - THAT'S ENKA TAINMENT〜ちょっと唄っていいかしら?〜（26日深夜、朝日放送テレビ）
  - 昭和歌謡ベストテン（BS-TBS）

### 開始番組（音楽）

#### 3 - 4月開始（音楽）
- 3月15日 - おんなのうた（14日深夜、読売テレビ）※月1回深夜[182][183][184]
- 4月2日 - 恋するクラシック（BS日テレ）[185]
- 4月5日 - 速度の音楽（フジテレビ）

#### 6 - 7月開始（音楽）
- 6月7日 - ハルカウエノセカイ（TOKYO MX2）[186]
- 7月3日 - DA DA ダンス 〜シャイニング・マイ・ライフ〜（フジテレビ）[187]
- 7月7日 - ミュージック・モア 今夜、僕たちはきっと音楽を聴く。（TOKYO MX1）[188]

#### 10月開始（音楽）
- 4日 - LIVE ON!うた好きショータイム（BS-TBS）
- 5日 - My Anniversary SONG〜HEISEI SOUND ARCHIVE〜（BS朝日）[189]
- 8日 - OTOSEN（7日深夜、BSフジ）
- 13日 - 人生は三百六十五歩のマーチ（BSフジ）[190]

### 期間限定番組（音楽）
- 8月26日 - 2019年2月24日（全7回）、日本演歌歌謡大賞への道（BS11）※月1回[191]

## 映画番組
開始番組
- 4月4日 - 火曜シネマ 昭和喜劇シリーズ（BS11）
- 4月5日 - 木曜のシネマ★イブ（BS日テレ）[192]
- 4月7日 - 谷元星奈のシネマコンシェル（関西テレビ）[193]
- 10月3日 - 水曜シネマ 昭和喜劇シリーズ（BS11）

## 単発特別番組枠・その他

### 終了番組（単発枠・その他）
- 3月26日 - スポーツLIFE HERO'S PLUS（25日深夜、フジテレビ）
- 3月31日
  - チャンネルΣ（フジテレビ）
  - 土チャレ（フジテレビ）

### 開始番組（単発・再放送枠・その他）
4月開始
- 2日
  - S-PARK PLUS（1日深夜、フジテレビ）
  - サンデーMIDNIGHT（1日深夜、フジテレビ）
- 5日 - NET BUZZ（NHK総合）[1]
- 8日 - 日曜プライム（テレビ朝日）
- 14日 - 再放送枠（中国放送）[要検証 – ノート]※番組枠名・時間枠不明
- 18日 - 水曜VIP!（BS-TBS）[194]
- 21日 - OSAKA土曜スペシャル（テレビ大阪）[9]

10月開始
- 4日 - BS朝日 THE NEXT（BS朝日・BS朝日 4K）
- 6日 - サタデー5（BS朝日・BS朝日 4K）
- 28日 - サンデー5（BS朝日・BS朝日 4K）

### 再開番組（単発枠・その他）
- 4月7日 - 土曜スペシャル（フジテレビ）
- 10月7日 - サンデープレゼント（テレビ朝日）
- 10月21日 - スペシャルサンデー（テレビ朝日）